# U-23サッカー日本女子代表
U-23サッカー日本女子代表は、日本サッカー協会によって組織される23歳以下の女子選手のためのナショナルチームである。新戦力発掘を目的として2013年に新設された。

## 参加大会

### 2013年
- 東アジア競技大会サッカー競技[2]

### 2014年
- ラ・マンガ国際大会[3]

### 2015年
- ラ・マンガ国際大会[4]

### 2016年
- ラ・マンガ国際大会[5]